# Цапенко Олексій Васильович
Олексі́й Васи́льович Цапе́нко (народився 1 серпня 1991) — молодший лейтенант (2013) Збройних сил України.

## Життєпис
Випускник інженерно-енергетичного факультету Миколаївського аграрного університету, мешкає в Братському районі.
Молодший лейтенант командного взводу в/ч 3039 — Миколаївський спеціальний полк міліції. У кінці серпня 2014-го російські бойовики — числом до 300 осіб — проривалися через український кордон, зав'язався бій біля Лисичого. У бою зазнав поранень хребта та ніг, прооперований у Маріуполі, ампутовано 3 пальці на лівій руці, лікувався в хірургічному відділенні Запорізької обласної клінічної лікарні.
На виборах до Миколаївської обласної ради 2015 року балотувався від Радикальної партії Олега Ляшка. На час виборів проживав у Людмилівці Братського району.

### Нагороди
6 жовтня 2014 року — за особисту мужність і героїзм, виявлені у захисті державного суверенітету та територіальної цілісності України, вірність військовій присязі під час російсько-української війни, відзначений — нагороджений орденом «За мужність» III ступеня, медалями за Незалежність України III ступеня, та надано звання лейтенанта Національної гвардії України.